# Jean de Béthune
Jean de Béthune (deut: Johann von Béthune; † 27. Juli 1219 vor Toulouse) war ein Bischof von Cambrai (Johann III.) aus dem Haus Béthune.
Er war ein jüngerer Sohn von Robert V. dem Roten von Béthune († 1191) und der Adelise. Seine Brüder waren:
- Robert VI. († 1193), Herr von Béthune, Richebourg, Varneston, Chocques, Meulebeke und Loker
- Wilhelm II. der Rote († 1214), Herr von Béthune
- Balduin († 1211), Herr von Choques, Graf von Aumale
- Conon († 1218), Herr von Adrianopel, Regent des Lateinischen Kaiserreichs von Konstantinopel, Trouvère

Wie sein Bruder Balduin stand Johann dem Plantagenet-Hof des Richard Löwenherz nah. 1198 gehörte er jener englischen Delegation in Deutschland an, welche die Wahl des Otto von Braunschweig zum König unterstützte. Von diesem wurde er 1200 zum Bischof von Cambrai investiert, was von Papst Innozenz III. nachträglich gebilligt wurde. Fortan war Johann im deutschen Thronstreit ein entschiedener Parteigänger Ottos gegen die Staufer, an dessen Kaiserkrönung er in Rom 1209 teilnahm. Mit der Niederlage des Kaisers in der Schlacht bei Bouvines 1214 büßte Johann an politischen Einfluss ein.
Im Jahr 1219 schloss sich Johann dem Feldzug des Prinzen Ludwig (VIII.) von Frankreich auf den Albigenserkreuzzug an und starb dabei während der Belagerung von Toulouse.